# Thurston Dart
Robert Thurston ("Bob") Dart (Surbiton (Surrey), 3 de setembre, 1921 - Londres, 6 de març, 1971), va ser un musicòleg, director d'orquestra i teclista anglès. Juntament amb Nigel Fortune, Oliver Neighbour i Stanley Sadie, va ser un dels principals musicòlegs britànics de la generació posterior a la Segona Guerra Mundial. Des de 1964 fins a la seva mort va ser professor de música King Edward a la Universitat de Londres, amb seu al King's College de Londres.

## Joventut
El pare de Robert, Henry Thurston Dart, un empleat d'un comerciant, es va casar amb la seva mare, Elizabeth Martha Orf el 1915. Robert va assistir a la "Hampton Grammar School" i va cantar al cor de "Hampton Court". Allà es va trobar amb Edmund Fellowes, que li va donar ànims.
Estudiant al Royal College of Music de Londres entre 1938 i 1939, Dart va estudiar matemàtiques a la "University College d'Exeter", obtenint un títol extern de la Universitat de Londres el 1942, i el mateix any va obtenir l'estatus d'ARCM. Després va servir com a oficial científic junior estadístic i investigador a la RAF, treballant en investigació operativa, fins a 1945. Va estar a la Unitat de Planificació de bombardeig estratègic sota el comandament del vice mariscal aeri Basil Embry.
Dart va resultar ferit en un accident d'avió a Calais el novembre de 1944, i mentre estava convalescent de les seves ferides en una residència d'avis a Swanley, va conèixer per primera vegada a Neville Marriner. Després de deixar la RAF, va estudiar durant un any 1945–6 amb una beca amb el musicòleg belga "Charles Van den Borren". Un altre dels primers mestres i influència va ser Arnold Goldsbrough, un fundador del conjunt que més tard es va convertir en l'Orquestra de Cambra Anglesa.

## Carrera acadèmica
Dart va tornar a Anglaterra el 1946 com a ajudant d'investigació d'Henry Moule, un professor de música a la Universitat de Cambridge. El 1947 va ser nomenat professor ajudant de música a la universitat, posteriorment va ocupar càrrecs com a professor (1952) i professor (1962), i va ser Fellow del "Jesus College".
Durant aquest temps, Dart va ser un partidari britànic eficaç del renaixement de la música antiga, en part per la seva influència en aquells que van formar grups com l'"Early Music Consort of London": va prestar al seu fundador David Munrow, que després llegia anglès al "Pembroke College" a l'instrument crumhorn. Va ser professor del director i musicòleg Christopher Hogwood de l'Academy of Ancient Music. També va ser professor del director d'orquestra John Eliot Gardiner, després que Gardiner hagués deixat Cambridge, que també estava estudiant amb George Hurst.
Philip Brett ha estat descrit com "l'alumne estrella de Dart". Va treballar com a estudiant de grau en els manuscrits musicals de la col·lecció d'Edward Paston, proporcionant procedències i atribucions d'algunes peces de William Byrd. Dart el va implicar en part del seu extens treball editorial de revisió de llibres d'Edmund Fellowes.

El 1964 Dart va ser nomenat King Edward Professor de Música a la Universitat de Londres, amb seu al King's College de Londres. Segons Denis Arnold, la seva raó per abandonar Cambridge va ser el conservadorisme en el seu enfocament a l'educació musical. Entre els seus estudiants hi havia Peter Holman. Michael Nyman, un altre dels seus estudiants a King's, va escriure el 1972 que Dart 
| « | "finalment es va adonar de la seva visió d'una educació musical alliberada de l'estrangulació inútil d'un sistema encara obsessionat per l'harmonia i el contrapunt". | » |

## Músic
Com a intèrpret històric versàtil, Dart va ser el successor al Regne Unit d'Arnold Dolmetsch. Continuista, va fer nombroses aparicions al clavicèmbal; també era director d'orquestra. Va actuar amb l'"Orquestra Boyd Neel", i quan el 1955 Neel es va traslladar al Canadà, es va convertir en el seu director artístic. El conjunt, rebatejat com "Philomusica de Londres", va interpretar obres de les edicions pròpies de Dart. Va renunciar al seu càrrec amb ell el 1959.

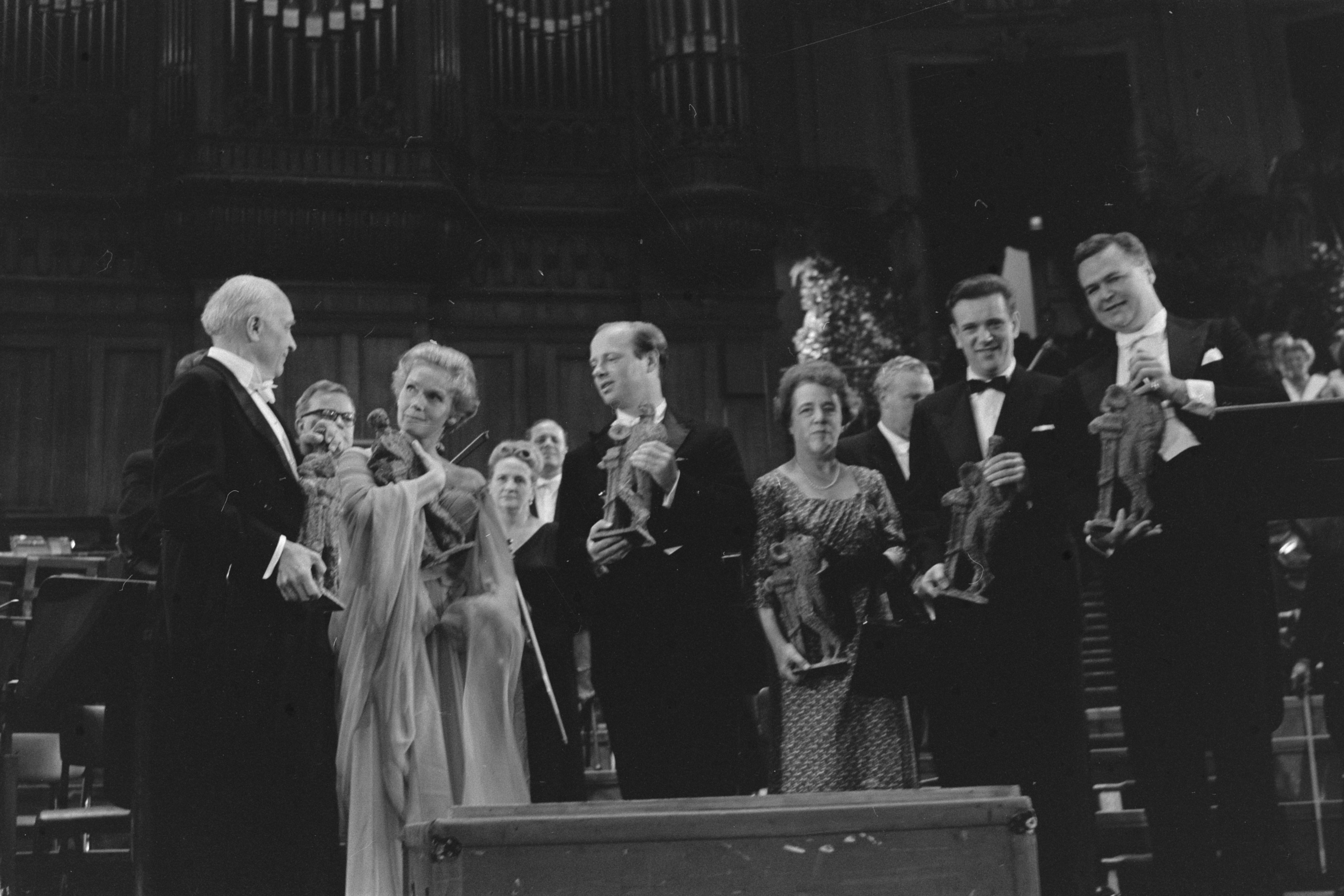
Thurston Dart (extrem dret) el 1961. Des de l'esquerra: Robert Casadesus, Elisabeth Schwarzkopf, Bernard Haitink, MS. Schil, Jack Boyce i Thurston Dart

Durant la dècada de 1950, Dart va participar en concerts anuals amb quatre clavecinistes, els altres tres eren George Malcolm, Denis Vaughan i Eileen Joyce. Finalment, Valda Aveling va substituir Joyce. Els seus instruments en aquest moment eren moderns. Dart i Malcolm van ser més tard entre els que van provar rèpliques de clavicèmbals d'època.

## Enregistraments
- Music for Three, Four or Five Harpsichords (EMI, 1956): un enregistrament, del conjunt de clavicèmbals amb l'orquestra Pro Arte amb Boris Ord. Inclou el Concert per a quatre clavicèmbals de Bach, un arranjament després de Vivaldi; també Variacions sobre un tema de Mozart de George Malcolm.[22][23]

Entre els primers enregistraments històricament informats dels Concerts de Brandenburg es trobaven els de Dart fets amb la "Philomusica" de Londres (1958–9), amb un sol instrument assignat a cada part. Més tard va treballar amb Neville Marriner en un enregistrament dels Concerts de Brandenburg i les quatre Suites orquestrals. Per a la instrumentació del quart concert, havia argumentat que l'enigmàtica instrucció fiauti d'echo escrita per Bach significava un tipus de flageolet, utilitzat per entrenar els ocells en gàbia a cantar. Aquesta interpretació va ser controvertida. L'enregistrament de Marriner-Dart utilitzava flautes de sopranino. Nicolaus Harnoncourt va utilitzar el gravador d'aguts menys ortodox en F4.
Dart va fer molts enregistraments de clavicèmbal, clavicèmbal i orgue, especialment per al segell L'Oiseau-Lyre. Louise Hanson-Dyer, fundadora del segell, va ser la seva mecenes de les primeres peces per a teclat i orquestra. En total, Dart va fer uns 90 enregistraments.

## La mort
Dart va morir d'un càncer d'estómac a Londres el 6 de març de 1971. No estava casat.

## Obres
El llibre de Dart The Interpretation of Music (Londres, 1954), va ser influent i va portar a més investigacions sobre la interpretació. També va escriure nombrosos articles sobre aspectes de fonts musicals, interpretació i interpretació. Va ser un dels principals col·laboradors dels volums Musica Britannica. Va deixar una biografia inacabada de John Bull.
Va ser editor del "Galpin Society Journal" de 1947 a 1954. Com a secretari de Musica Britannica de 1950 a 1965, va veure 34 volums a la premsa. També va supervisar la reedició de la sèrie de diversos volums d'Edmund Fellowes sobre William Byrd i els madrigalistes anglesos.

## Llegat
- Source Materials and the Interpretation of Music: A Memorial Volume to Thurston Dart es va publicar el 1981, editat per Ian Bent.[30]

El 1996 es va establir la "Thurston Dart Professorship of Music" al King's College de Londres.